# Pantukan
Pantukan es un municipio de la provincia de Dávao de Oro en Filipinas. Según el censo del 2000, tiene 61.801 habitantes.

## Historia
Hasta 1988 Dávao de Oro formaba parte de la  provincia de Dávao del Norte.
Un deslizamiento de tierra ocurrió el 22 de abril del 2011 en una zona minera localizada en el barangay de Kingking en las coordenadas 17°10′00″N 120°41′00″E / 17.16667, 120.68333. El incidente dejó 27 personas fallecidas y unas 40 desaparecidas.
El deslizamiento ocurrió en horas de la madrugada, según reportes militares y policiales durante toda la noche cayó una intensa lluvia, la combinación de explotación minera y aguaceros prolongados habrían provocado el alud.
Varios helicópteros se hicieron presente de inmediato en el lugar de los hechos, sin embargo, el mal tiempo impidió que pudieran aterrizar en la aldea. Los socorristas informaron que se rescataron 27 cadáveres mientras que 40 personas (en su mayoría familiares) permanecen desaparecidos.

## Barangayes
Pantukan se divide administrativamente en 14 barangayes.
- Bongabong
- Bongbong
- P. Fuentes
- Kingking (Población)
- Magnaga
- Matiao
- Napnapan
- Tagdangua
- Tambongon
- Tibagon
- Las Arenas
- Araibo
- Tagugpo
- Cebuleda